# 蓮慶寺 (伊東市)
蓮慶寺（れんけいじ）は、静岡県伊東市にある日蓮宗の寺院。山号は船守山。旧本山は柳瀬實成寺。興統法縁。飛び地として御岩屋祖師堂がある。

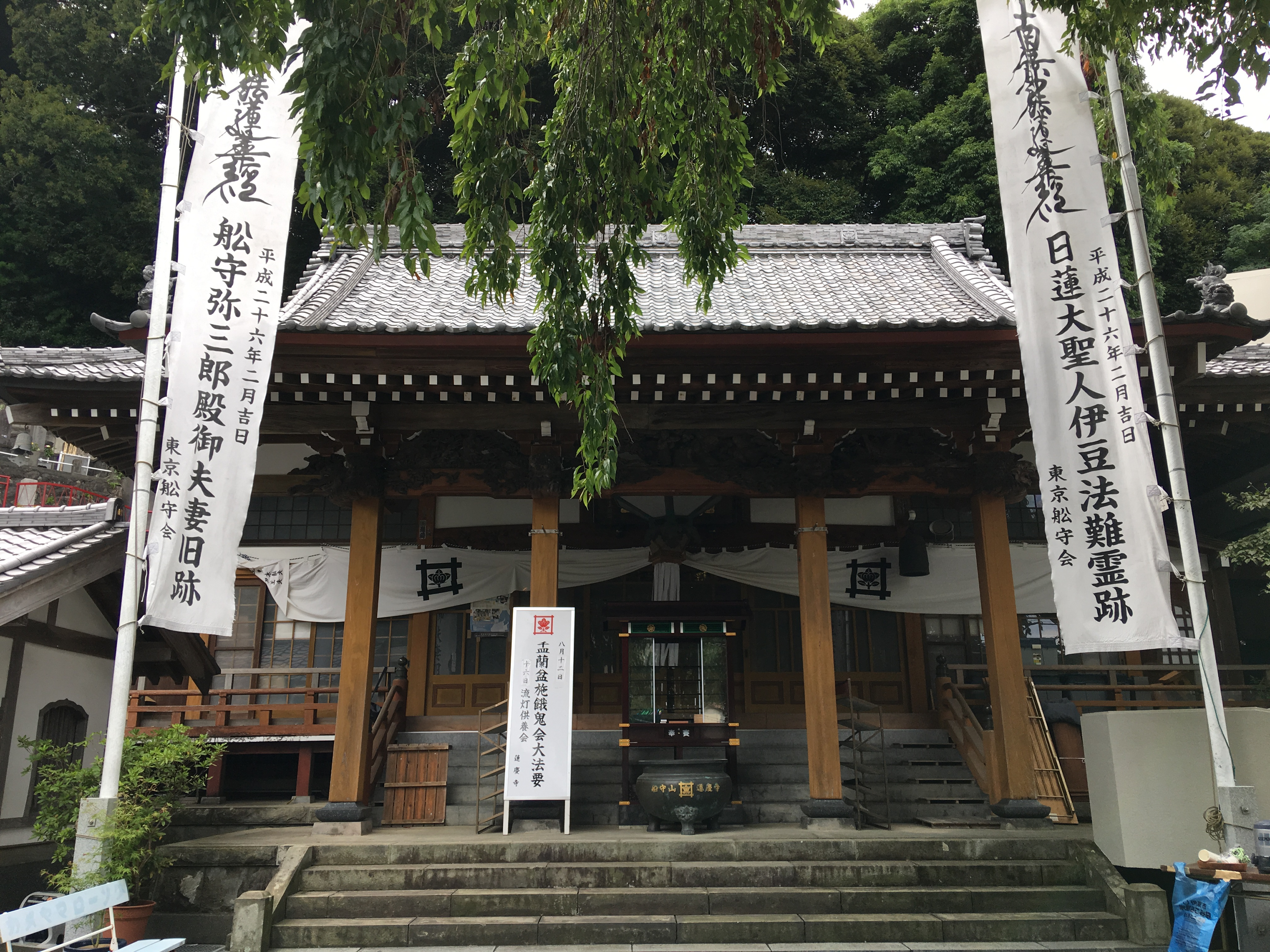
舩守山 蓮慶寺

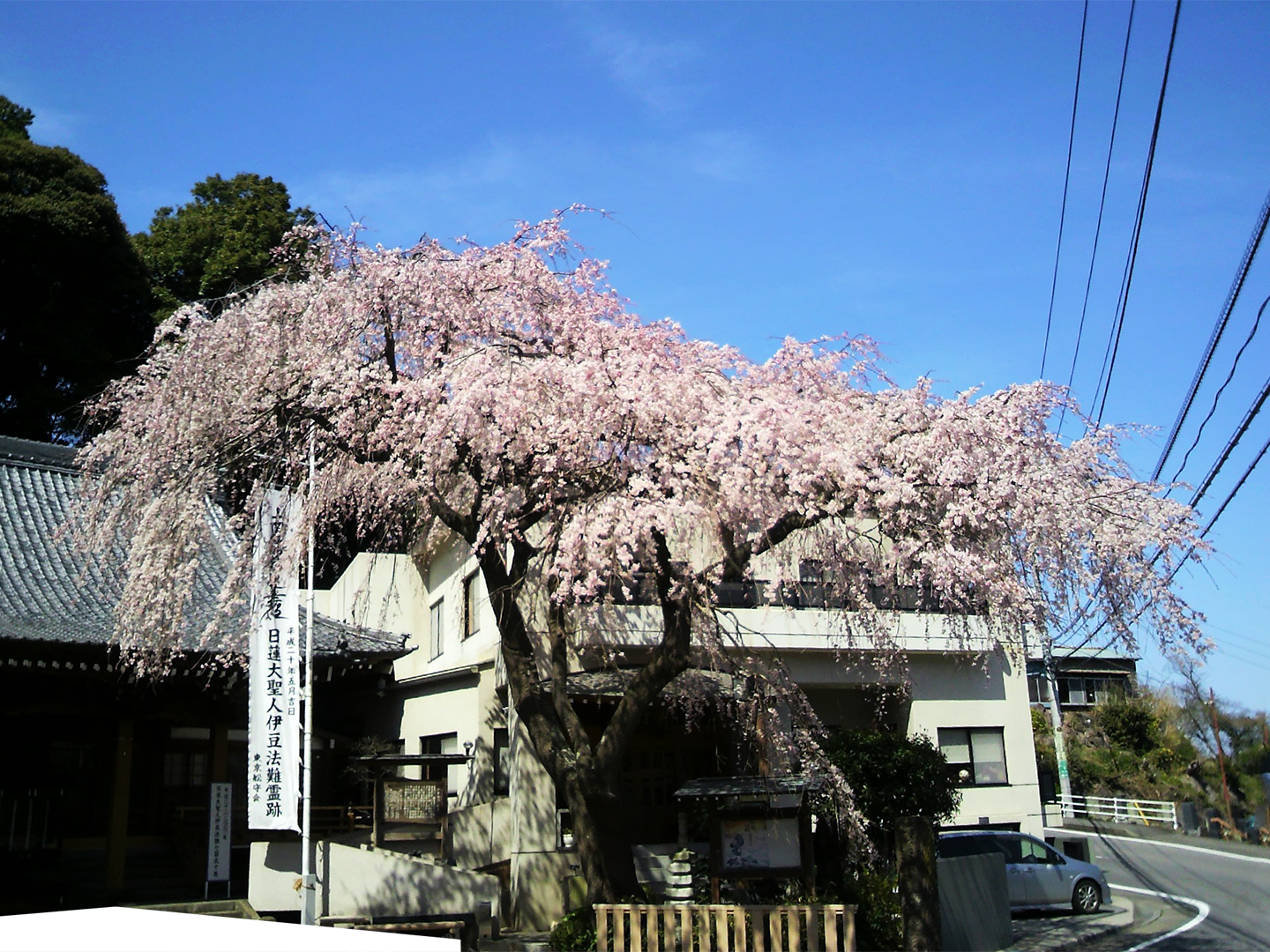
舩守山 蓮慶寺 枝垂れ桜

## 歴史
四大法難の一つ伊豆法難で、置き去りにされた日蓮を助けた川奈の漁師舩守弥三郎の屋敷を後に寺に改めた。

## 境内
日蓮ゆかりの枝垂れ桜が知られる。

## アクセス
東海バスI31・I35松ヶ崎・蓮着寺口・海洋公園線「蓮慶寺前」停留所下車。（JR伊東線・伊豆急行線伊東駅からI31川奈ホテル経由伊豆海洋公園行またはI35松ヶ崎行バスで約20分。）

## 参考資料
- 市川智康『日蓮聖人の歩まれた道』水書房（1989年）
- 日蓮宗寺院大鑑編集委員会『宗祖第七百遠忌記念出版 日蓮宗寺院大鑑』大本山池上本門寺 (1981年)
- 伊豆法難750年[リンク切れ]